# Właskowo (obwód kemerowski)
Właskowo (ros. Власково) – wieś (dieriewnia) w Rosji, w obwodzie kemerowskim, w rejonie jaszkińskim. W 2010 liczyła 287 mieszkańców.